# بقایای معماری سرخ کوه
بقایای معماری سرخ کوه ، اثری است مربوط به دوره ایلخانی که در شهر تاریخی تون و در غرب محله سردشت واقع شده‌است.
این اثر در تاریخ ۱۷ بهمن ۱۳۸۹ با شمارهٔ ثبت ۳۰۳۴۲ به‌عنوان یکی از آثار ملی ایران به ثبت رسیده‌است.